# American Boy & Girl
| Recensione              | Giudizio |
| ----------------------- | -------- |
| AllMusic                | [ 1 ]    |
| Robert Christgau        | B        |
| Dizionario del Pop-Rock | [ 3 ]    |
| 24.000 dischi           | [ 4 ]    |

American Boy & Girl è il quinto album discografico solistico di Garland Jeffreys, pubblicato dalla casa discografica A&M Records nel settembre del 1979.

## Tracce
Lato A
Testi e musiche di Garland Jeffreys.
1. Livin' for Me – 4:19
2. Bad Dream – 2:44
3. City Kids – 5:12
4. American Boy & Girl – 3:52
5. Matador – 4:38

Lato B
Testi e musiche di Garland Jeffreys.
1. Night of the Living Dead – 4:43
2. Bring Back the Love – 3:28
3. Ship of Fools – 3:00
4. Shoot the Moonlight Out – 3:23
5. If Mao Could See Me Now – 5:09

## Musicisti
The Mao Band
- Garland Jeffreys - voce solista, accompagnamento vocale, chitarra acustica, percussioni
- Garland Jeffreys - arrangiamenti armonie vocali, armonie vocali (A2, A3, A4, A5, B1 e B5)
- Robert Athas - chitarre elettriche (tutte), chitarre acustiche, basso
- Robert Athas - chimes (brano: Shoot the Moonlight Out)
- Alan Freedman - chitarra acustica pick-up
- Timmy Capello - tastiere (tutte), sassofono tenore, sassofono soprano, accompagnamento vocale
- Rafael Goldfeld - basso
- Anton Fig - batteria, percussioni

Musicisti aggiunti
- Rory Dodd - arrangiamenti armonie vocali, armonie vocali, canto (A1, B2, B3 e B4)
- Eric Troyer - canto (A1, B2, B3 e B4)
- Ed Freeman - conduttore ed arrangiamenti strumenti ad arco
- Herb Alpert - tromba
- Timmy Capello - Mao horns
- Sly Dunbar - Jah magic
- Paul Prestopino - mandolini
- Bruno - basso brasiliano
- Larry Hodge - city kid

Note aggiuntive
- Garland Jeffreys e Roy Cicala - produttori (per la Ghastwriter Production)
- Terri Kaplan - coordinatore della produzione
- Registrato e mixato al Record Plant di New York City, New York
- Roy Cicala e Sam Ginsberg - ingegneri delle registrazioni e del mixaggio
- Gray Russell e Steve Marcantonio - assistenti ingegneri delle registrazioni
- Masterizzato al Cutting Room di New York da Joe Brescio
- Carole Langer - concept e design copertina
- Lou Lanzano - fotografia copertina album
- Fotografie di retrocopertina di Chino's Mother e Lorri's Father
- Herman Vander Berg - cover layout
- Andy Langer - eyes
- Roland Young - grafica[7]